# Franzens Wilde
Franzens Wilde ist eine zu den Herzkirschen gehörende dunkle Sorte der Süßkirschen.

## Herkunft
Die Sorte 'Franzens Wilde' ist eine Lokalsorte aus der Gegend von Mochau. Laut mündlichen Überlieferungen soll sie dort 1850 auf Gut Gödelitz gezüchtet worden sein. Wobei der Namenszusatz Wilde nahelegt, dass es sich um einen gefundenen Zufallssämling gehandelt hat. 2003 wurden in der Lommatzscher Pflege vierzehn Bäume der Sorte 'Franzens Wilde' wiederentdeckt und als Sorte in die Deutsche Genbank Obst aufgenommen. Dort heißt es, dass sie 1932 erstmals beschrieben wurde. Sie wird in der roten Liste der gefährdeten einheimischen Nutzpflanzen aufgeführt, ohne dass sie in einer Genbank bereitgehalten wird.

### Legende
Es gibt die Legende, dass die Sorte 'Franzens Wilde' von einem Gärtnermeister Franz auf Gut Gödelitz vermehrt wurde. Dieser hatte ein besonderes Augenmerk auf diese Bäume, deren Früchte „klar und rein, groß und lieblich, zart und zuckersüß im Geschmack“ waren. Verkauft wurden sie von seiner schönen Tochter auf dem Markt in Lommatzsch. Wenn der Gärtner an Markttagen auf seine Tochter wartete, stellte es sich auf eine hohe Leiter und hielt Ausschau nach ihr. So blieb unklar was die Leute meinten, wenn sie von „Franzens seiner Wilden“ in solchen Tagen spotteten.

## Frucht
Die Früchte von 'Franzens Wilde' sind aromatisch, mittelgroß und fast schwarz. Sie reifen in der 3. Kirschwoche.

## Nutzung
Im Jahr 2014 wurden rund 300 kg Kirschen von Hand geerntet. Diese wurden zu ungefähr 150 Flaschen Kirschwasser verarbeitet und als regionales Produkt vermarktet.